# Dipoena banksi
Dipoena banksi là một loài nhện trong họ Theridiidae.
Loài này thuộc chi Dipoena. Dipoena banksi được Arthur Merton Chickering miêu tả năm 1943.